# Кумбу (ледник)
Ледникът Кумбу е ледник в подножието на връх Еверест в Непал.
Намира се на югозападния склон на върха. Началото му започва в котловина, обособена от върховете Лхотце и Нупце. В устието на котловината преминава в 700-метров ледопад. Езикът на ледника се движи с около 180 метра в година и се намира на височина 4600 метра. Има обща дължина 22 километра и координати 27° с. ш. 86° и. д. / 27.932° с. ш. 86.805° и. д.. Ледникът Кумбу е един от ключовите участъци при изкачване на връх Еверест.